# Yukatabira

Yukata no tachi bijin par Shunshō.

Le yukatabira (湯帷子) est un yukata destiné au bain. On peut le définir comme un kimono de lin, de chanvre ou de soie non doublé, de couleur unie. Il se porte à même la peau.

## Historique
Attesté à l'ère Heian (794-1185), le yukatabira est porté dans les bains collectifs soit pour cacher sa nudité — les écritures bouddhistes proscrivant le contact entre les peaux nues —, soit pour se protéger de la brûlure de la vapeur d'eau. Dans le Kemmu Nenchū Gyōji (1333-1335), l'empereur Go-Daigo relate qu'il se plonge dans le bain vêtu d'un tel habit, luxe réservé aux nobles de son temps. Les moines font de même pour leurs ablutions, pour une question de pureté. Les membres des autres classes sociales prennent leur bain nus.
L'usage évolue vers le XVIe siècle, quand le yukatabira n'est plus porté dans le bain, mais en tant que peignoir.
Le vêtement, désormais en coton, se démocratise à l'ère Edo, et prend le nom abrégé de « yukata ».